# Zygonyx torridus
Zygonyx torridus är en trollsländeart. Zygonyx torridus ingår i släktet Zygonyx och familjen segeltrollsländor. IUCN kategoriserar arten globalt som livskraftig.

## Underarter
Arten delas in i följande underarter:
- Z. t. insulanus
- Z. t. isis
- Z. t. torridus